# 스슌 천황
스슌 천황(일본어: 崇峻天皇, 521년/553년 ~ 592년 12월 12일)은 32대 일본 천황(재위 : 587년 9월 9일 ~ 592년 12월 12일)이다. 이름은 하쓰세베노미코(泊瀬部皇子)이다. 고사기에는 하쓰세베노와카사사기노스메라미코토(長谷部若雀天皇)로 기록되어 있다.
587년부터 592년까지 재위하는 동안 소가노 우마코가 대리청정하였다.

## 약력
긴메이 천황의 12남으로 생모는 소가노 이나메의 딸 오아네노키미(小姉君)이다.
587년 이복형인 요메이 천황이 재위 2년 만에 사망하자 그의 뒤를 이어 황위에 올랐다. 그의 즉위에는 다소 반대가 있었으나 이복누이이자 비다쓰의 황후인 스이코 천황과 소가 씨족의 지원을 받을 수 있었다.
재위 초기에는 소가의 라이벌인 모노노베 씨족이 긴메이 천황의 또다른 아들인 아나호베 황자와 동맹하여 그를 천황으로 추대하려 하였지만, 소가노 우마코가 주동자 모노노베노 모리야를 죽임으로써 일단락되었다. 이는 모노노베 씨족이 쇠퇴하는 계기가 된다. 하지만 모든 일들이 소가노 우마코의 계산대로 되지는 않았다. 스슌 천황은 소가노 우마코의 꼭두각시가 되길 거부했고 점차 소가노 우마코의 권력에 반감을 느끼게 되었다. 소가노 우마코는 호시탐탐 그를 제거할 계획을 세웠다. 592년 스슌 천황은 소가노 우마코가 보낸 자객 야마토노아야노 아타이코마(東漢直駒)에게 72세의 나이로 암살당했다.

## 가족 관계
- 아버지 : 일본 제29대 긴메이 천황(欽明天皇, 509~571)
- 어머니 : 오아네노키미(小姉君)
  - 비 : 고메코(小手子) - 오오토모노무라지누카테(大伴連糠手)의 딸
    - 장남 : 하치코 황자(蜂子皇子, 562?~641?)
    - 딸 : 니시키테 황녀(錦代皇女)

  - 빈 : 가와카미노이라쓰메(河上娘, 575?~618?) - 소가노 우마코(蘇我馬子)의 딸
  - 부인 : 후츠히메(布都姫) - 모노노베노 모리야(物部守屋)의 여동생
  - 미상
    - 차남 : 사다요 친왕(定世親王)

## 같이 보기
- 일본 천황